# Östlæstadianism
Östlæstadianismen är en riktning inom den læstadianska väckelserörelsen med främsta utbredningsområde i Tornedalen samt Österbotten. Den östliga riktningen har en mindre sträng församlingslära än övriga læstadianska riktningar. Församlingarna kallas ofta fridsförbund. Riktningen har följande fridsförbund i Sverige: Bodens Fridsförbund, Haparanda Fridsförbund, Juhonpieti/Erkheikki Fridsförbund, Kiruna Fridsförbund, Korpilombolo Fridsförbund, Kuttainens Fridsförbund, Liviöjärvi Fridsförbund, Luleå Fridsförbund, Pajala Fridsförbund, Piteå (Vitsands) Fridsförbund, och Sattajärvi Fridsförbund.
I Finland finns två olika organisationer: finskspråkiga Lähetysyhdistys Rauhan Sana och svenskspråkiga Laestadianernas Fridsföreningars Förbund (LFF). I USA motsvaras den östliga riktningen närmast av Apostolic Lutheran Church. Finlands f.d. statsminister Juha Sipilä är medlem av Lähetysyhdistys Rauhan Sana.
Antalet östlaestadianer i Jakobstad-Karlebytrakten uppskattas till ca. 7000 personer, varav ca. 4000 besöker gudstjänster varje söndag.
I Finland finns det svenskspråkiga fridsföreningar i Helsingfors, Vasa, Jakobstad, Larsmo (Risöhall, Bosund och Näs), Kållby, Ytteresse och Karleby.

Östlæstadianism i Finland 2007.
Aktivitet:
Månadsvis
Årligen